# Santa Eulàlia (Palma)

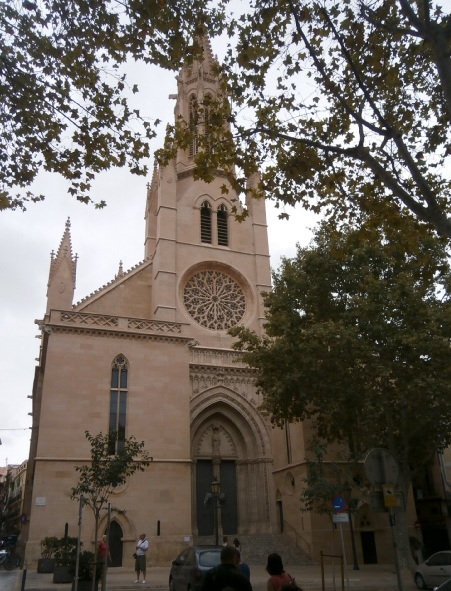
Santa Eulàlia

Santa Eulàlia ist eine katholische Kirche in Palma in Spanien.

## Lage
Die Kirche befindet sich in der Nähe des Rathauses der Stadt an der Adresse Plaça Santa Eulàlia 2.

## Architektur und Geschichte
Bei Santa Eulàlia handelt es sich um eine der ältesten Kirchen der Stadt. Schon 1236 wurde durch den christlichen Eroberer Mallorcas, König Jaume I., an dieser Stelle eine Kapelle errichtet. Bis in das Jahr 1414 erfolgte dann der Ausbau zur Kirche im Stil der Hochgotik.
Die der heiligen Eulàlia gewidmete Kirche ist dreischiffig, der Grundriss kreuzförmig angelegt. Eine Statue der Heiligen aus dem Jahr 1621 befindet sich im Hauptportal. Die heutige Fassade der Kirche entstand im 19. Jahrhundert und präsentiert sich im Stil der Neogotik.
Ein möglicherweise bereits von Jaume I. im Jahr 1229 auf Mallorca gebrachtes Kruzifix befindet sich in der Seitenkapelle Sant Christ.
Vor der Kirche befand sich noch bis zum Ende des 16. Jahrhunderts ein Friedhof, der danach als Marktplatz genutzt wurde.